# تپه موسی تپه
تپه موسی تپه در شهرستان شازند، بخش سربند، روستای سارجلو واقع شده و این اثر در تاریخ ۹ اردیبهشت ۱۳۸۲ با شمارهٔ ثبت ۸۵۸۸ به‌عنوان یکی از آثار ملی ایران به ثبت رسیده است.